# Бачинский, Емельян Васильевич
Емелья́н Васи́льевич Бачи́нский (1833 — 10 июля 1907) — украинский актёр и театральный режиссёр

, руководитель театра.
Родился в селе Жукотин (ныне село в Турковской городской общине Самборского района Львовской области). В 1852—1857 годах работал в польском театре, 1858—1863 — антрепренёр польско-украинской труппы, выступавшей на Восточном Подолье (на Житомирщине и в Каменце-Подольском), в Одессе и Киеве. Впоследствии — организатор и первый директор украинского профессионального театра общества «Руська бесіда» во Львове (1864—1867; 1873 и 1880). Поставил пьесы «Маруся» (по Г. Квитка-Основьяненко), «Вечер на хуторе» (по творчеству Гоголя) и другие. Как актёр блистал в ролях комедийного плана. В 1894 году оставил театр. Его жена Теофилия (1837—1906) была талантливой артисткой.
Умер в городе Самбор в нищете.